# Aphredoderus sayanus
Cá pecca cướp biển, tên khoa học Aphredoderus sayanus, là một loài cá nước ngọt của bộ Percopsiformes. Loài cá nhỏ này (dài 14 cm (5,5 in) có nguồn gốc ở nửa phía đông của Bắc Mỹ. Nó có màu nâu sẫm, đôi khi với một sọc tối gần gốc đuôi. Một nét độc đáo của loài cá này là vị trí lỗ huyệt sếp ở phía của nó, phía dưới đầu, trước vây chậu. Vị trí này cho phép con cái đặt trứng của chúng chính xác hơn vào khối rễ cây.
Cá pecca cướp biển có liên quan đến cá hồi-pecca, nhưng chỉ một cách lỏng lẻo, nó là, ví dụ, loài duy nhất trong họ của chúng: Aphredoderidae. Tên cụ thể sayanus là để tưởng nhớ nhà tự nhiên học Thomas Say.
Cá pecca cướp biển, Aphredoderus sayanus, là một loài cá nước ngọt thường sinh sống vùng nước ven biển dọc theo bờ biển phía đông của Mỹ và các khu vực tù túng của thung lũng Mississippi. Loài này thường được tìm thấy phía dưới cùng của môi trường sống nước ấm với dòng chảy chậm. Những con cá này thường sống đơn độc, với một sự thèm ăn thịt và chủ yếu là về đêm. Cá pecca cướp biển được biết đến tiêu thụ các loại thức ăn bao gồm ấu trùng muỗi, amphipods, palaemonetes, cá nhỏ, ấu trùng chuồn chuồn và ruồi đá, giun đất.